# Орг
Орг (фр. Horgues, окс. Hòrgas) — коммуна во Франции, находится в регионе Юг — Пиренеи. Департамент — Верхние Пиренеи. Входит в состав кантона Лалубер. Округ коммуны — Тарб.
Код INSEE коммуны — 65223.

## География
Коммуна расположена приблизительно в 660 км к югу от Парижа, в 120 км юго-западнее Тулузы, в 5 км к югу от Тарба.
Коммуна расположена в местности Бигорр. На востоке коммуны протекает река Адур.

## Климат
Климат умеренно-океанический с солнечной тёплой погодой и обильными осадками на протяжении практически всего года.

## Население
Население коммуны на 2010 год составляло 1067 человек.
| 1962 | 1968 | 1975 | 1982 | 1990 | 1999 | 2010 |
| ---- | ---- | ---- | ---- | ---- | ---- | ---- |
| 379  | 401  | 453  | 637  | 878  | 973  | 1067 |

## Администрация
| Период | Период | Фамилия            | Партия                    | Примечания |
| ------ | ------ | ------------------ | ------------------------- | ---------- |
| 1977   | 1994   | Жан Шоан           | беспартийный              |            |
| 1994   | 2008   | Жан Дюбарри        | Радикальная левая партия  |            |
| 2008   | 2020   | Жан-Мишель Сеньере | Союз за народное движение |            |

## Экономика
В 2010 году среди 720 человек трудоспособного возраста (15-64 лет) 530 были экономически активными, 190 — неактивными (показатель активности — 73,6 %, в 1999 году было 71,0 %). Из 530 активных жителей работали 492 человека (265 мужчин и 227 женщин), безработных было 38 (20 мужчин и 18 женщин). Среди 190 неактивных 67 человек были учениками или студентами, 89 — пенсионерами, 34 были неактивными по другим причинам.

## Достопримечательности
- Церковь Сен-Морон
- Замок Орг (XV век). Исторический памятник с 1977 года[4]

## Фотогалерея

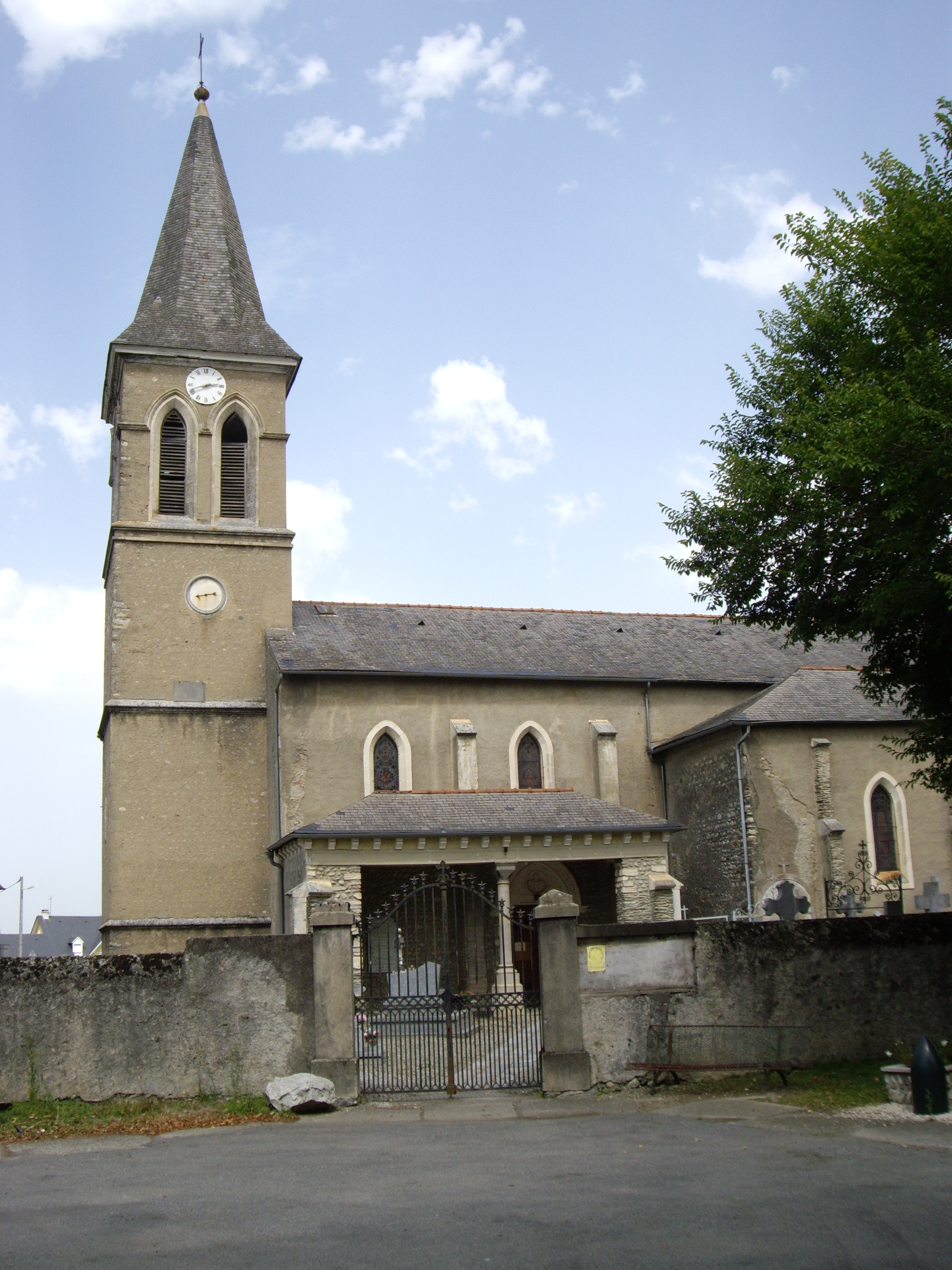
Церковь Сен-Морон
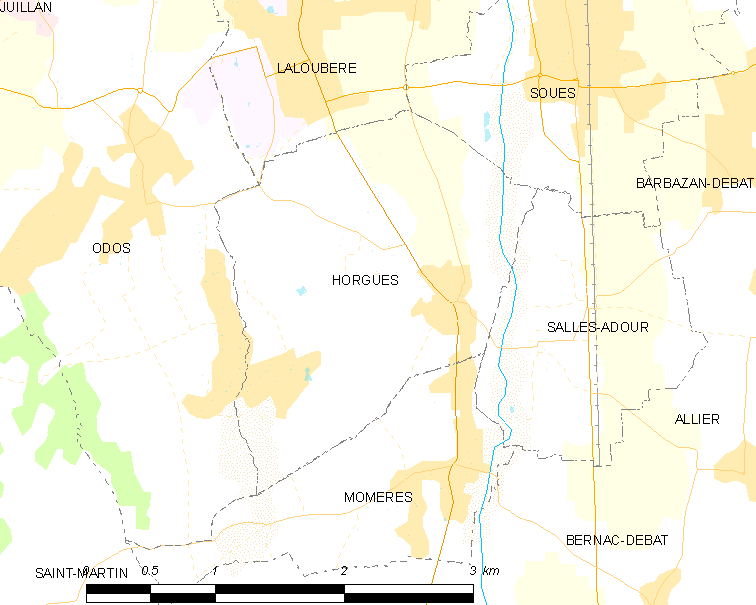
Карта коммуны